# 疏毛剑川乌头
疏毛剑川乌头（学名：Aconitum handelianum var. laxipilosum）为毛茛科乌头属下的一个变种。

## 扩展阅读
- 維基物種上的相關：疏毛剑川乌头